# Adriano Vertemati
Adriano Vertemati (nacido el 14 de abril de 1981 en Milán, Italia) es un entrenador italiano de baloncesto. Actualmente está sin equipo.

## Trayectoria como entrenador
Nacido en Milán, Adriano comenzó su carrera como entrenador a los 17 años y a los 20 años fue llamado por el entrenador Massimo Meneguzzo al Forti e Liberi Monza, un histórico club lombardo. En 2005 se convirtió en primer entrenador del Forti e Liberi Monza a la edad de 24 años. 
En 2007 ingresaría en la estructura del Benetton treviso para ser asistente del equipo Sub-19 (final el primer año y Scudetto el segundo) y primer entrenador del equipo Sub-17 (3er lugar en Italia en 2009). En la temporada 2009-10, fue entrenador de las selecciones Sub-17 y Sub-19 (2 finales nacionales y 4º clasificado Sub-19). 
En la temporada 2010-2011, fue entrenador del equipo Sub-19, con el que ganó el campeonato italiano de la categoría y debutó como asistente del técnico de Jasmin Repeša en la Lega Basket Serie A, alcanzando la Final Four de la Eurocup y las semifinales de la Lega Basket Serie A.
En 2011, se convirtió en entrenador del Blu Basket 1971, al que consiguió ascender de Liga Nacional a Legadue en 2013.
En las siguientes temporadas dirigiría al Blu Basket 1971 en Serie A2.
En la temporada 2020-21, abandona el conjunto del Blu Basket 1971 después de 9 temporadas y el 5 de agosto de 2020 firma como entrenador asistente de Andrea Trinchieri en el Bayern de Múnich de la Basketball Bundesliga.
En junio de 2021, se convierte en entrenador del Pallacanestro Varese de la Lega Basket Serie A para sustituir a Massimo Bulleri.
El 12 de enero de 2022, deja de ser entrenador del Pallacanestro Varese de la Lega Basket Serie A, y es sustituido por Johan Roijakkers.

## Clubs como entrenador
- 2000-2005: Forti e Liberi Monza (Asistente)
- 2005-2007: Forti e Liberi Monza
- 2007-2010: Benetton treviso (Junior)
- 2010-2011: Benetton treviso (Asistente)
- 2011–2020: Blu Basket 1971
- 2020-2021: Bayern de Múnich (Asistente)
- 2021: Pallacanestro Varese